# Aeroportul Municipal Coleman
Aeroportul Municipal Coleman (IATA: COM, ICAO: KCOM, FAA LID: COM) este un aeroport din Texas, Statele Unite ale Americii.
Situat la o altitudine de 517 m, aeroportul dispune de o singură pistă.